# Hibarette
Hibarette est une commune française située dans le centre du département des Hautes-Pyrénées, en région Occitanie. Sur le plan historique et culturel, la commune est dans l’ancien comté de Bigorre, comté historique des Pyrénées françaises et de Gascogne.
Exposée à un climat océanique altéré, elle est drainée par l'Échez, l'Aube. La commune possède un patrimoine naturel remarquable composé de deux zones naturelles d'intérêt écologique, faunistique et floristique.
Hibarette est une commune rurale qui compte 233 habitants en 2022, après avoir connu une forte hausse de la population depuis 1968. Elle fait partie de l'aire d'attraction de Tarbes..
Ses habitants sont appelés les Hibarettois.

## Géographie

### Localisation
La commune de Hibarette se trouve dans le département des Hautes-Pyrénées, en région Occitanie.
Elle se situe à 8 km à vol d'oiseau de Tarbes, préfecture du département, et à 5 km d'Ossun, bureau centralisateur du canton d'Ossun dont dépend la commune depuis 2015 pour les élections départementales.
La commune fait en outre partie du bassin de vie de Tarbes.
Les communes les plus proches sont : 
Bénac (1,4 km), Lanne (1,6 km), Louey (1,7 km), Barry (2,3 km), Layrisse (2,8 km), Averan (3,8 km), Visker (3,8 km), Odos (3,9 km).
La commune est dans le pays de Tarbes et de la Haute Bigorre.
Seulement quatre communes sont limitrophes de Hibarette :
|       | Louey     |              |
| Lanne | Hibarette | Saint-Martin |
| Bénac |           |              |

### Hydrographie
La commune est dans le bassin de l'Adour, au sein du bassin hydrographique Adour-Garonne. Elle est drainée par l'Échez, L'Aube, constituant un réseau hydrographique de 3 km de longueur totale,.
L'Échez, d'une longueur totale de 64,1 km, prend sa source dans la commune de Germs-sur-l'Oussouet et s'écoule vers le nord. Il traverse la commune et se jette dans l'Adour à Maubourguet, après avoir traversé 26 communes.

### Climat
Le climat est tempéré de type océanique, en raison de l'influence proche de l'océan Atlantique situé à peu près 150 km plus à l'ouest. La proximité des Pyrénées fait que la commune profite d'un effet de foehn, il peut aussi y neiger en hiver, même si cela reste inhabituel.
| Mois                              | jan.  | fév.  | mars  | avril | mai   | juin  | jui.  | août  | sep.  | oct.  | nov.  | déc.  | année   |
| --------------------------------- | ----- | ----- | ----- | ----- | ----- | ----- | ----- | ----- | ----- | ----- | ----- | ----- | ------- |
| Température minimale moyenne (°C) | 0,6   | 1,3   | 2,7   | 5,2   | 8,3   | 11,6  | 14,1  | 13,9  | 11,7  | 8     | 3,6   | 1,3   | 6,9     |
| Température moyenne (°C)          | 5,3   | 6,1   | 7,8   | 10    | 13,3  | 16,7  | 19,3  | 19    | 17,2  | 13,3  | 8,5   | 5,8   | 11,9    |
| Température maximale moyenne (°C) | 9,9   | 11    | 12,9  | 14,8  | 18,3  | 21,7  | 24,5  | 24    | 22,6  | 18,6  | 13,4  | 10,4  | 16,8    |
| Ensoleillement (h)                | 108,8 | 118,8 | 155,6 | 157,2 | 181,3 | 191,5 | 215,5 | 196,4 | 194,5 | 164,4 | 124,4 | 104,4 | 1 912,8 |
| Précipitations (mm)               | 112,8 | 97,5  | 100,2 | 105,7 | 113,6 | 80,7  | 57,3  | 70,3  | 71    | 85,2  | 93    | 112,1 | 1 099,4 |

### Milieux naturels et biodiversité
L'inventaire des zones naturelles d'intérêt écologique, faunistique et floristique (ZNIEFF) a pour objectif de réaliser une couverture des zones les plus intéressantes sur le plan écologique, essentiellement dans la perspective d'améliorer la connaissance du patrimoine naturel national et de fournir aux différents décideurs un outil d'aide à la prise en compte de l'environnement dans l'aménagement du territoire.
Une ZNIEFF de type 1 est recensée sur la commune :
le « réseau hydrographique des Angles et du Bénaquès » (260 ha), couvrant 35 communes du département et une ZNIEFF de type 2, : 
les « coteaux et vallons des Angles et du Bénaquès » (12 879 ha), couvrant 45 communes du département.

## Urbanisme

### Typologie
Au 1er janvier 2024, Hibarette est catégorisée commune rurale à habitat dispersé, selon la nouvelle grille communale de densité à sept niveaux définie par l'Insee en 2022.
Elle est située hors unité urbaine. Par ailleurs la commune fait partie de l'aire d'attraction de Tarbes, dont elle est une commune de la couronne,. Cette aire, qui regroupe 153 communes, est catégorisée dans les aires de 50 000 à moins de 200 000 habitants,.

### Occupation des sols
L'occupation des sols de la commune, telle qu'elle ressort de la base de données européenne d’occupation biophysique des sols Corine Land Cover (CLC), est marquée par l'importance des territoires agricoles (53,7 % en 2018), en diminution par rapport à 1990 (71,2 %). La répartition détaillée en 2018 est la suivante : 
forêts (28,8 %), prairies (20,8 %), terres arables (18,4 %), zones urbanisées (17,5 %), zones agricoles hétérogènes (14,5 %).
L'IGN met par ailleurs à disposition un outil en ligne permettant de comparer l'évolution dans le temps de l'occupation des sols de la commune (ou de territoires à des échelles différentes). Plusieurs époques sont accessibles sous forme de cartes ou photos aériennes : la carte de Cassini (XVIIIe siècle), la carte d'état-major (1820-1866) et la période actuelle (1950 à aujourd'hui).

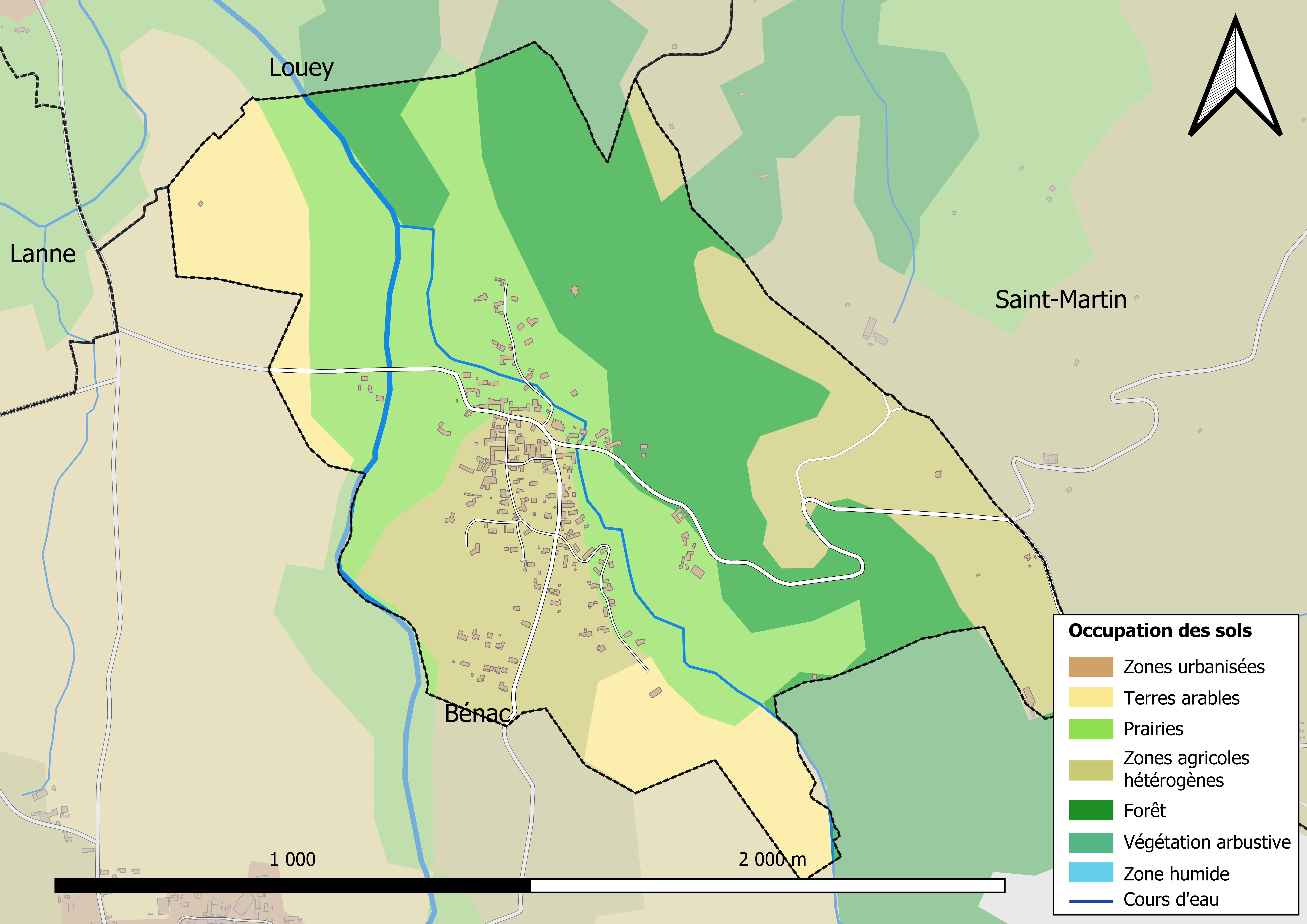
Carte des infrastructures et de l'occupation des sols en 2018 (CLC) de la commune.
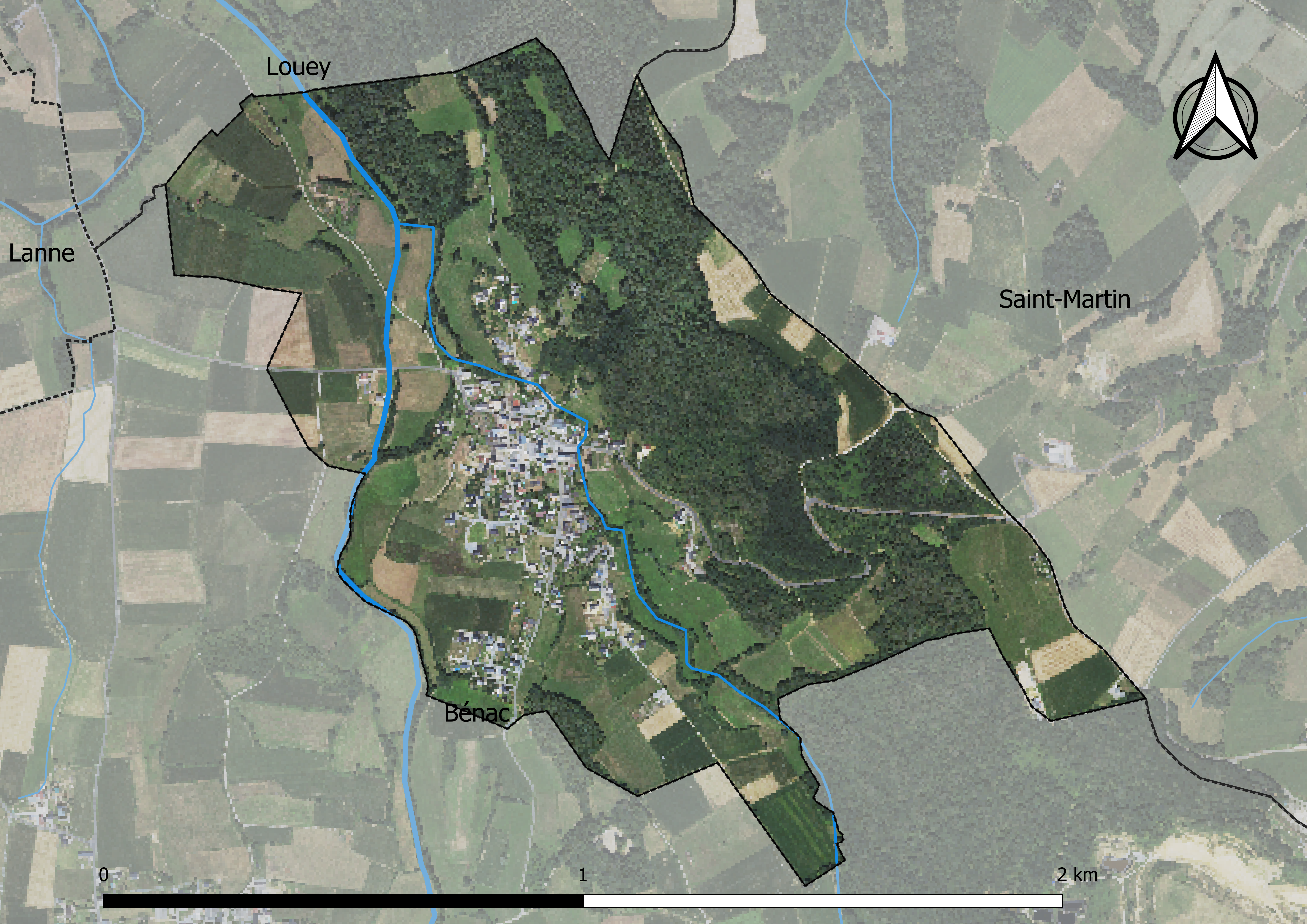
Carte orthophotogrammétrique de la commune.

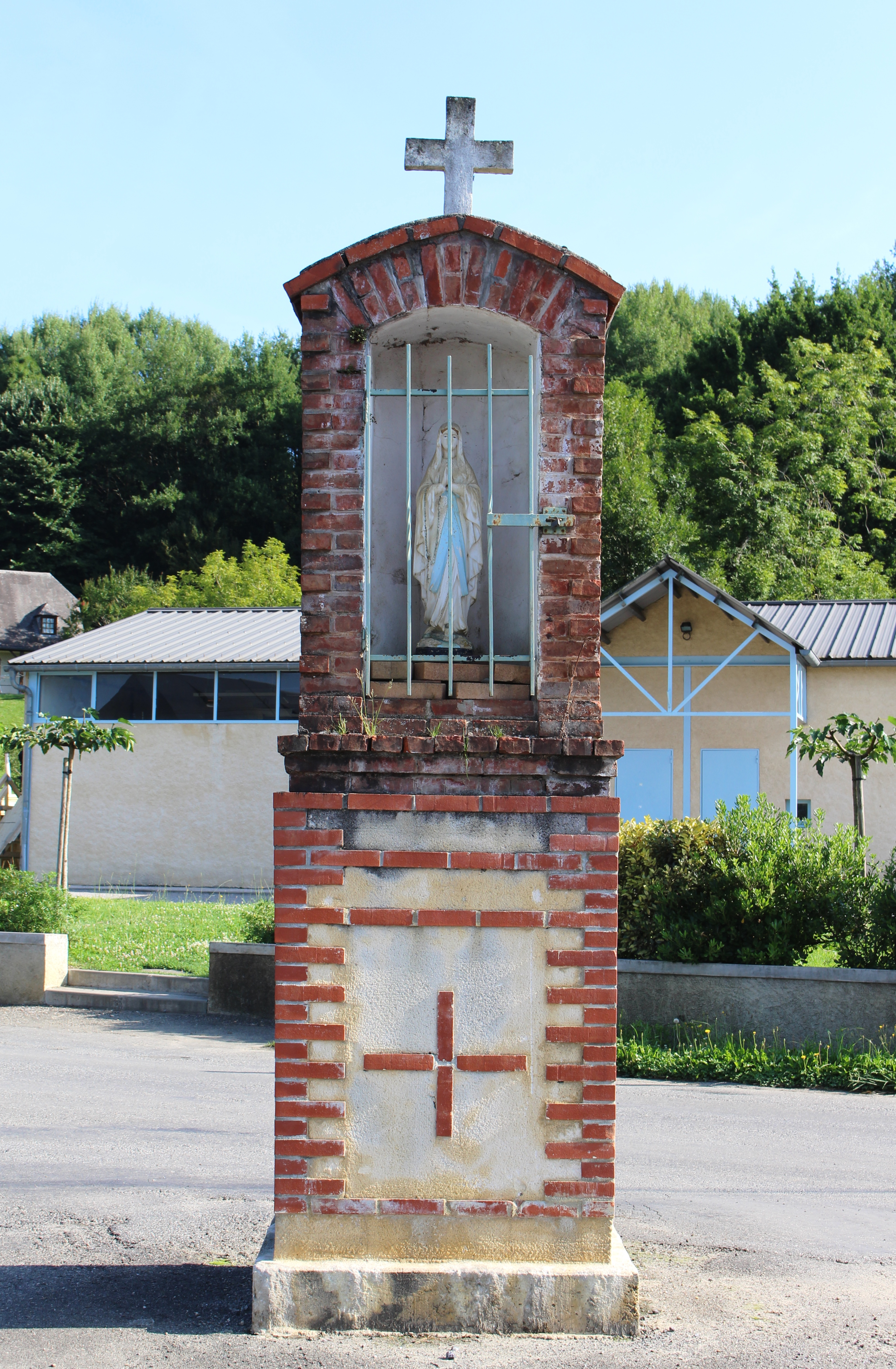
L'oratoire.

### Logement
En 2012, le nombre total de logements dans la commune est de 89.

Parmi ces logements, 89.9  % sont des résidences principales, 1.1  % des résidences secondaires  9.0  %  des logements vacants.

### Voies de communication et transports
Le village est accessible par trois routes principales. Depuis Bénac en passant par la D3 (Hibarette-Sud) ou la D7 (Hibarette-Ouest). Depuis Lanne en passant par la D16. Depuis Louey en passant par la D7. Depuis Saint-Martin en passant par la D16.
Le bus scolaire est le seul transport en commun desservant Hibarette (un ramassage à 7H et trois dépôts entre 16 heures et 19 heures).
L'aéroport de Tarbes est à 3,5 km au nord-ouest.

### Risques majeurs
Le territoire de la commune de Hibarette est vulnérable à différents aléas naturels : météorologiques (tempête, orage, neige, grand froid, canicule ou sécheresse), inondations, mouvements de terrains et séisme (sismicité moyenne). Il est également exposé à un risque technologique,  le transport de matières dangereuses. Un site publié par le BRGM permet d'évaluer simplement et rapidement les risques d'un bien localisé soit par son adresse soit par le numéro de sa parcelle.

#### Risques naturels
Certaines parties du territoire communal sont susceptibles d’être affectées par le risque d’inondation par débordement de cours d'eau, notamment l'Échez. La cartographie des zones inondables en ex-Midi-Pyrénées réalisée dans le cadre du XIe Contrat de plan État-région, visant à informer les citoyens et les décideurs sur le risque d’inondation, est accessible sur le site de la DREAL Occitanie. La commune a été reconnue en état de catastrophe naturelle au titre des dommages causés par les inondations et coulées de boue survenues en 1982, 1988, 1999, 2009 et 2018,.
Hibarette est exposée au risque de feu de forêt. Un plan départemental de protection des forêts contre les incendies a été approuvé par arrêté préfectoral le 21 avril 2020 pour la période 2020-2029. Le précédent couvrait la période 2007-2017. L’emploi du feu est régi par deux types de réglementations. D’abord le code forestier et l’arrêté préfectoral du 27 octobre 2014, qui réglementent l’emploi du feu à moins de 200 m des espaces naturels combustibles sur l’ensemble du département. Ensuite celle établie dans le cadre de la lutte contre la pollution de l’air, qui interdit le brûlage des déchets verts des particuliers. L’écobuage est quant à lui réglementé dans le cadre de commissions locales d’écobuage (CLE)

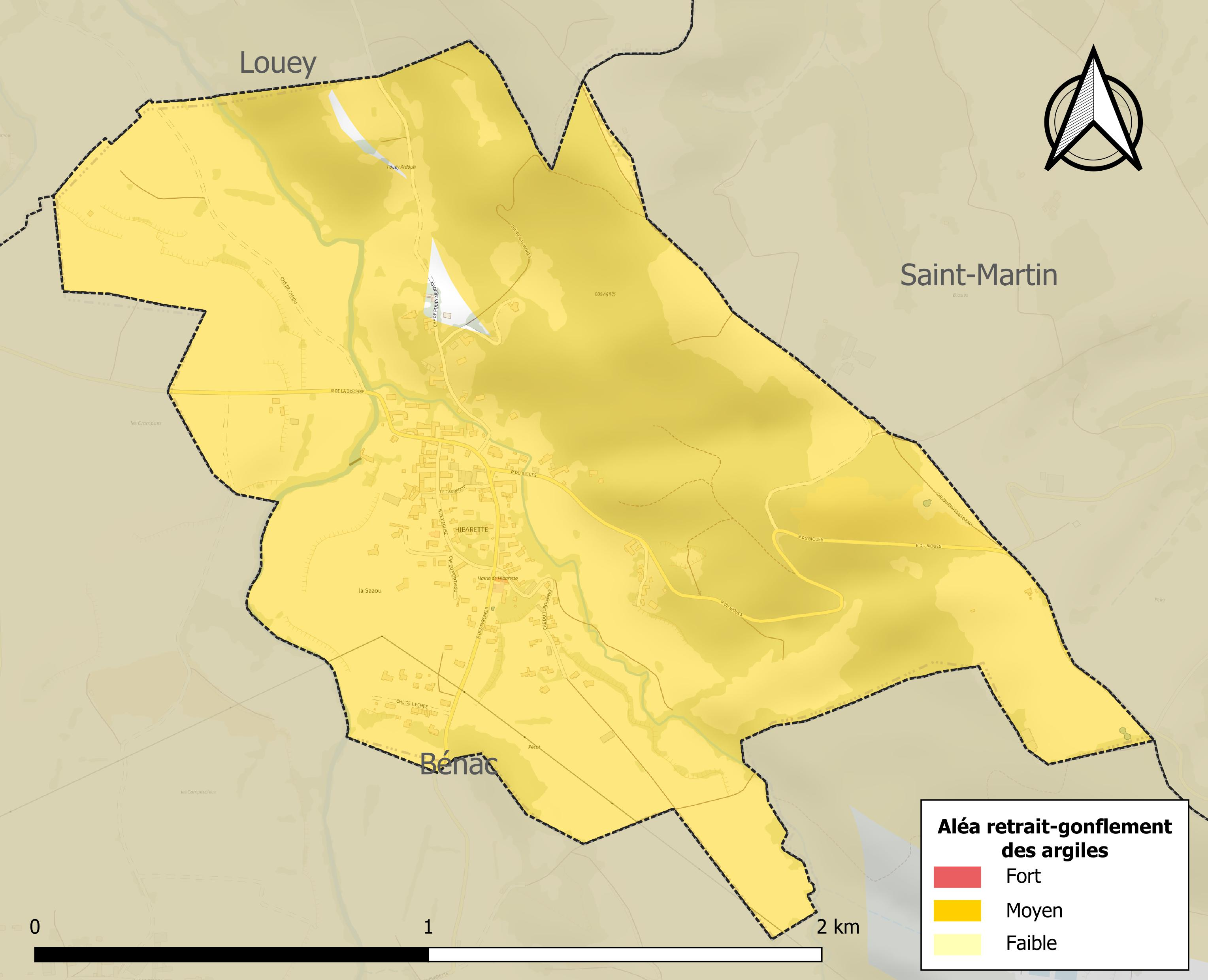
Carte des zones d'aléa retrait-gonflement des sols argileux de Hibarette.

Les mouvements de terrains susceptibles de se produire sur la commune sont des mouvements de sols liés à la présence d'argile et des tassements différentiels.
Le retrait-gonflement des sols argileux est susceptible d'engendrer des dommages importants aux bâtiments en cas d’alternance de périodes de sécheresse et de pluie. 99,3 % de la superficie communale est en aléa moyen ou fort (44,5 % au niveau départemental et 48,5 % au niveau national). Sur les 106 bâtiments dénombrés sur la commune en 2019, 106 sont en aléa moyen ou fort, soit 100 %, à comparer aux 75 % au niveau départemental et 54 % au niveau national. Une cartographie de l'exposition du territoire national au retrait gonflement des sols argileux est disponible sur le site du BRGM,.
Par ailleurs, afin de mieux appréhender le risque d’affaissement de terrain, l'inventaire national des cavités souterraines permet de localiser celles situées sur la commune.
Concernant les mouvements de terrains, la commune a été reconnue en état de catastrophe naturelle au titre des dommages causés par des mouvements de terrain en 1999.

#### Risque technologique
Le risque de transport de matières dangereuses sur la commune est lié à sa traversée par une canalisation de transport d'hydrocarbures. Un accident se produisant sur une telle infrastructure est susceptible d’avoir des effets graves sur les biens, les personnes ou l'environnement, selon la nature du matériau transporté. Des dispositions d’urbanisme peuvent être préconisées en conséquence.

## Toponymie

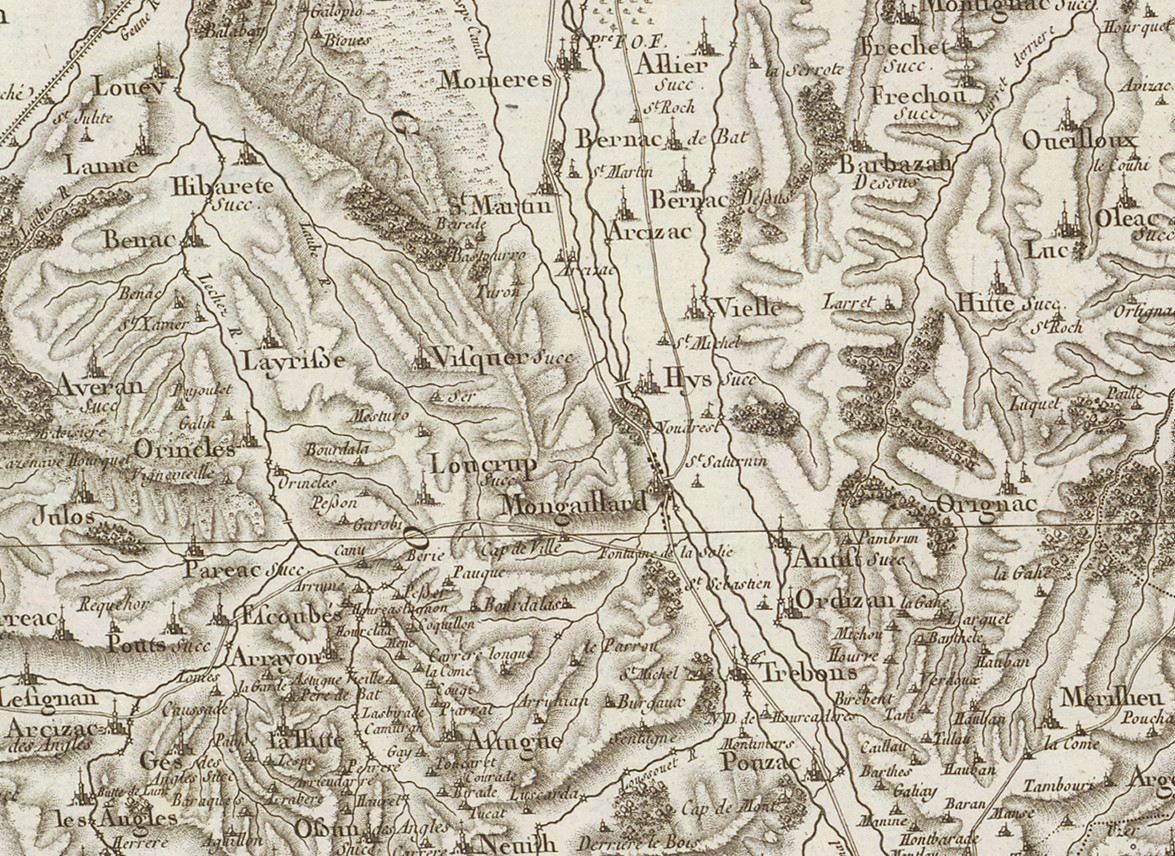
Hibarette et Montgaillard sur la carte de Cassini (entre 1756 et 1789).

On trouvera les principales informations dans le Dictionnaire toponymique des communes des Hautes Pyrénées de Michel Grosclaude et Jean-François Le Nail qui rapporte les dénominations historiques du village :
Dénominations historiques :
- Aribafreyta, (vers 1065, cartulaire de Saint-Pé) ;
- De Ripa Freyta, (1313, Debita regi Navarre) ;
- De Ribafracta, latin (1342, pouillé de Tarbes) ;
- de Rippa Fracta, latin (1379, procuration Tarbes) ;
- Ribafreyte, Riba Freyte, (1429, censier de Bigorre) ;
- Hibaréte, (1768, Duco) ;
- Hibarete, (fin XVIIIe siècle, carte de Cassini).

Étymologie : du latin Ripa fracta = rive escarpée.

Nom occitan : Hibarèta.

## Histoire

### Préhistoire
Grands ateliers de taille de silex
Des ateliers de plein air paléolithiques ont exploité le silex du flysch de Montgaillard depuis le Paléolithique moyen jusqu'au Néolithique. Le Paléolithique supérieur est surtout marqué pendant l'Aurignacien, le Solutréen et le Magdalénien (ancien, moyen et supérieur) ; mais le Châtelperronien, le Gravettien et l'Épipaléolithique ont aussi laissé quelques traces de passages. Les ateliers de taille de la région, parmi lesquels ceux d'Hibarette et de Montgaillard sont des plus importants, débitent du silex de bonne qualité en très grandes quantités et leurs productions se retrouvent dans toutes les Pyrénées.
Dans les environs immédiats d'Hibarette, ces ateliers sont répartis sur les communes de 
Bénac (las Sablas, la Décharge, bois du Bécut), 
Hibarette (Lasvignes), 
Saint-Martin (Biouès, Pého, Coustaret) et 
Visker, soit une surface de 1 500 × 800 m. Las Sablas est le seul de ces gîtes situé dans la vallée ; les autres se trouvent sur les hauteurs au nord-est de l'Aube. 

Sur Montgaillard (à 7 km au sud-est d'Hibarette), ce sont la carrière Dussert à 900 m à l'est de l'Adour et les poudingues de Vieille-Adour à environ 2,3 km au nord de Montgaillard.
Ces blocs de silex sont dans la couche géologique nomenclaturée « m3-p » (en jaune clair sur la carte). Ils se sont mis en place après le dernier soulèvement de la chaîne, qui a amené un « épisode de creusement des vallées » suivi d'une forte sédimentation au Miocène supérieur, avec formation d'une nappe détritique contenant les silex. Ils proviennent de la silicification des calcaires du flysch.
Coustaret, fréquenté par les Solutréens, a fourni le plus grand nombre de feuilles de laurier du site.
À l'extrémité sud-ouest du gisement, sur Visker (au nord de ce bourg), se trouve un très gros dépôt de colorant rouge vif.

### Moyen-Âge
Sur le plan historique et culturel, Hibarette fait partie de l'ancien comté de Bigorre, comté historique des Pyrénées françaises et de Gascogne créé au IXe siècle puis rattaché au domaine royal en 1302, inclus ensuite au comté de Foix en 1425 puis une nouvelle fois rattaché au royaume de France en 1607. La commune est dans le pays de Tarbes et de la Haute Bigorre.

### Cadastre napoléonien de Hibarette
Le plan cadastral napoléonien de Hibarette est consultable sur le site des archives départementales des Hautes-Pyrénées.

## Politique et administration

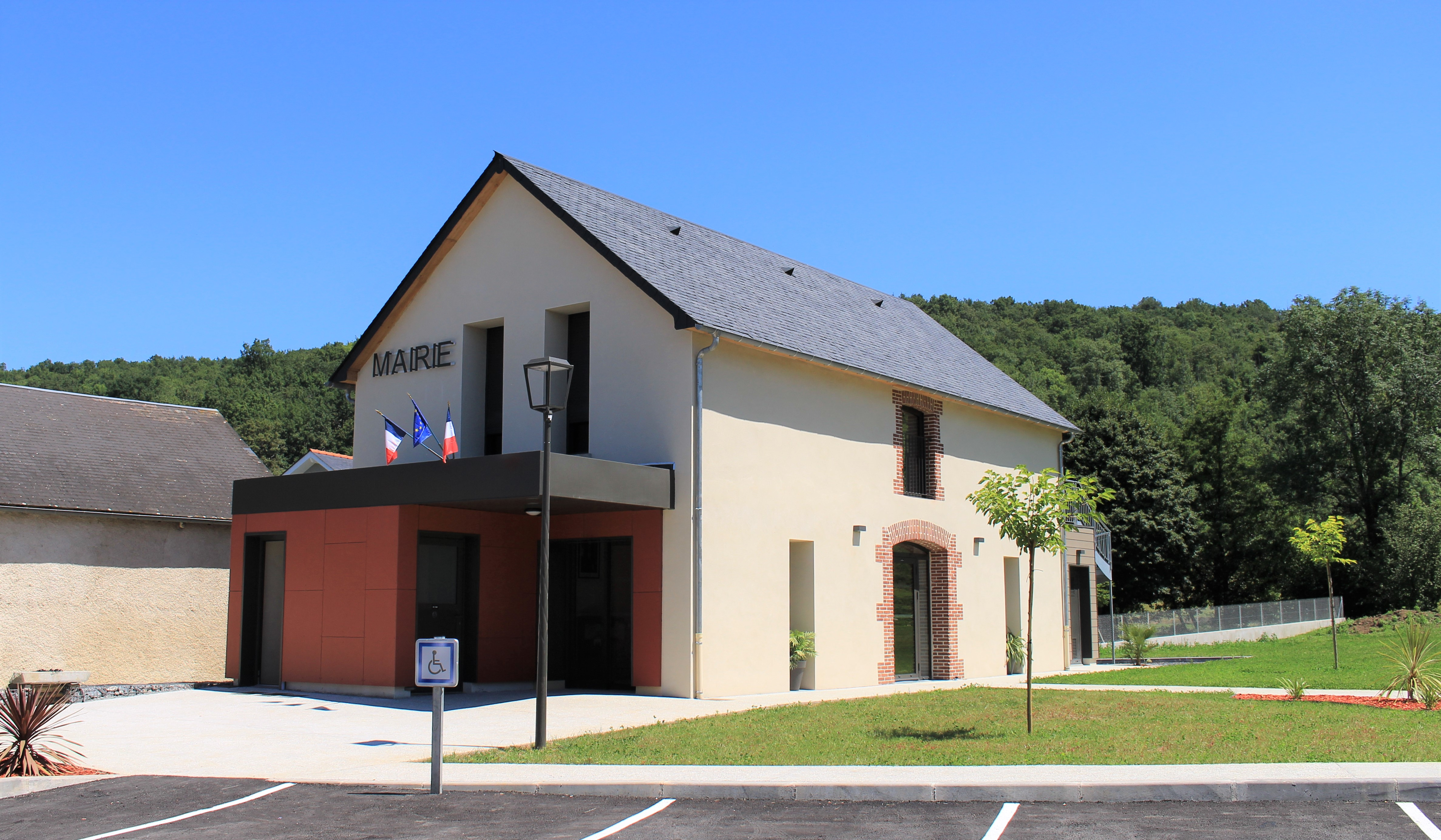
La nouvelle mairie en 2022.

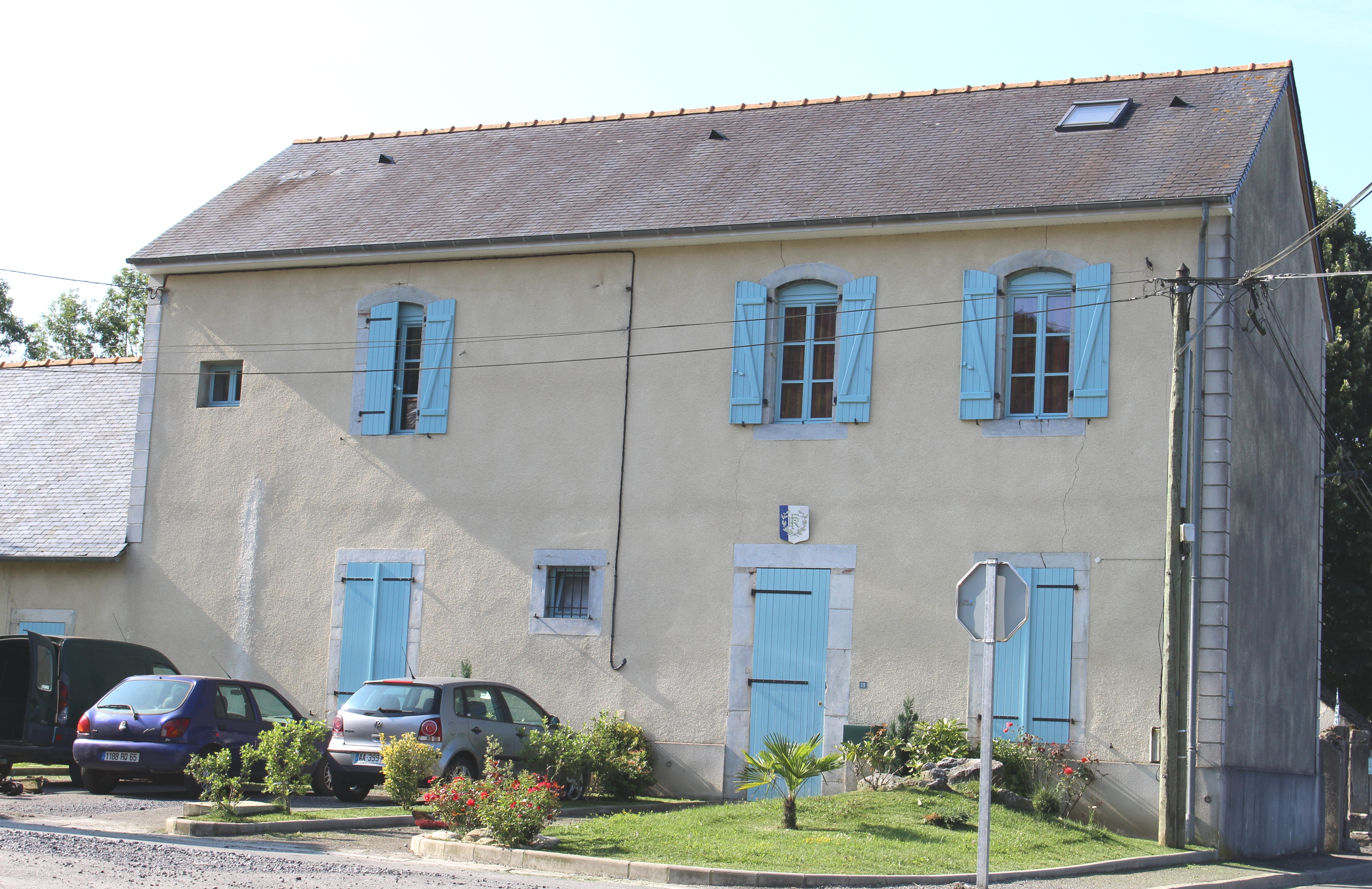
L'ancienne mairie en 2014.

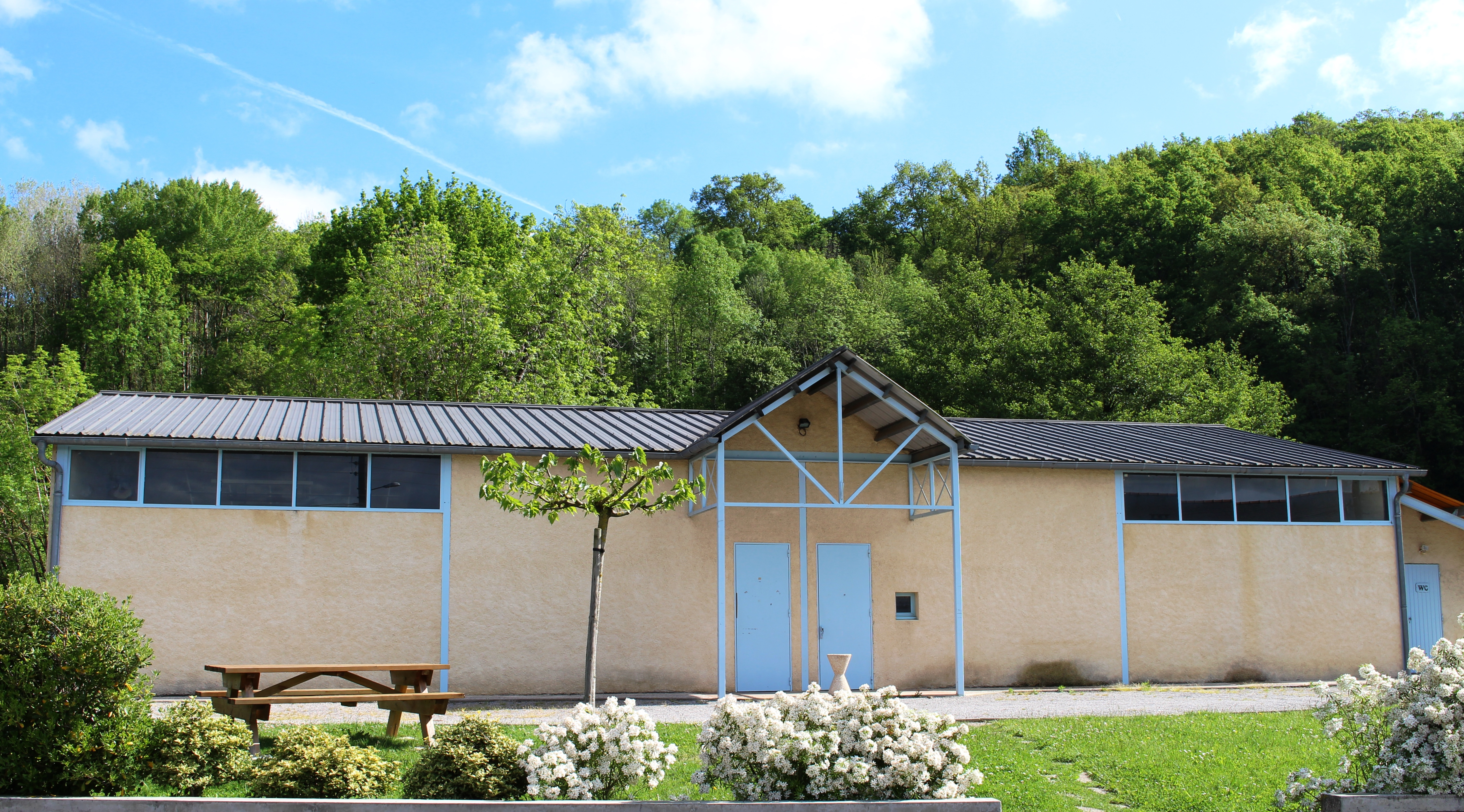
Le foyer rural en 2016.

La commune fait partie de l'aire urbaine de Tarbes.

### Liste des maires
| Période                                  | Période   | Identité        | Étiquette | Qualité |
| ---------------------------------------- | --------- | --------------- | --------- | ------- |
| Les données manquantes sont à compléter. |           |                 |           |         |
|                                          |           |                 |           |         |
| avant 1988                               | ?         | Michel Buffat   |           |         |
| mars 1995                                | mars 2007 | Francis Luby    |           |         |
| mars 2007                                | mars 2020 | Denis Depond    |           |         |
| mars 2020                                | En cours  | Stéphane Noguez |           |         |

### Rattachements administratifs et électoraux

#### Historique administratif
Pays et sénéchaussée de Bigorre, quarteron de lourdes, marquisat de Bénac, canton d'Ossun (depuis 1801).

#### Intercommunalité
Hibarette fait partie de la Communauté d'agglomération Tarbes-Lourdes-Pyrénées créée en janvier 2017 et qui réunit 86 communes.

## Population et société

### Démographie

#### Évolution démographique

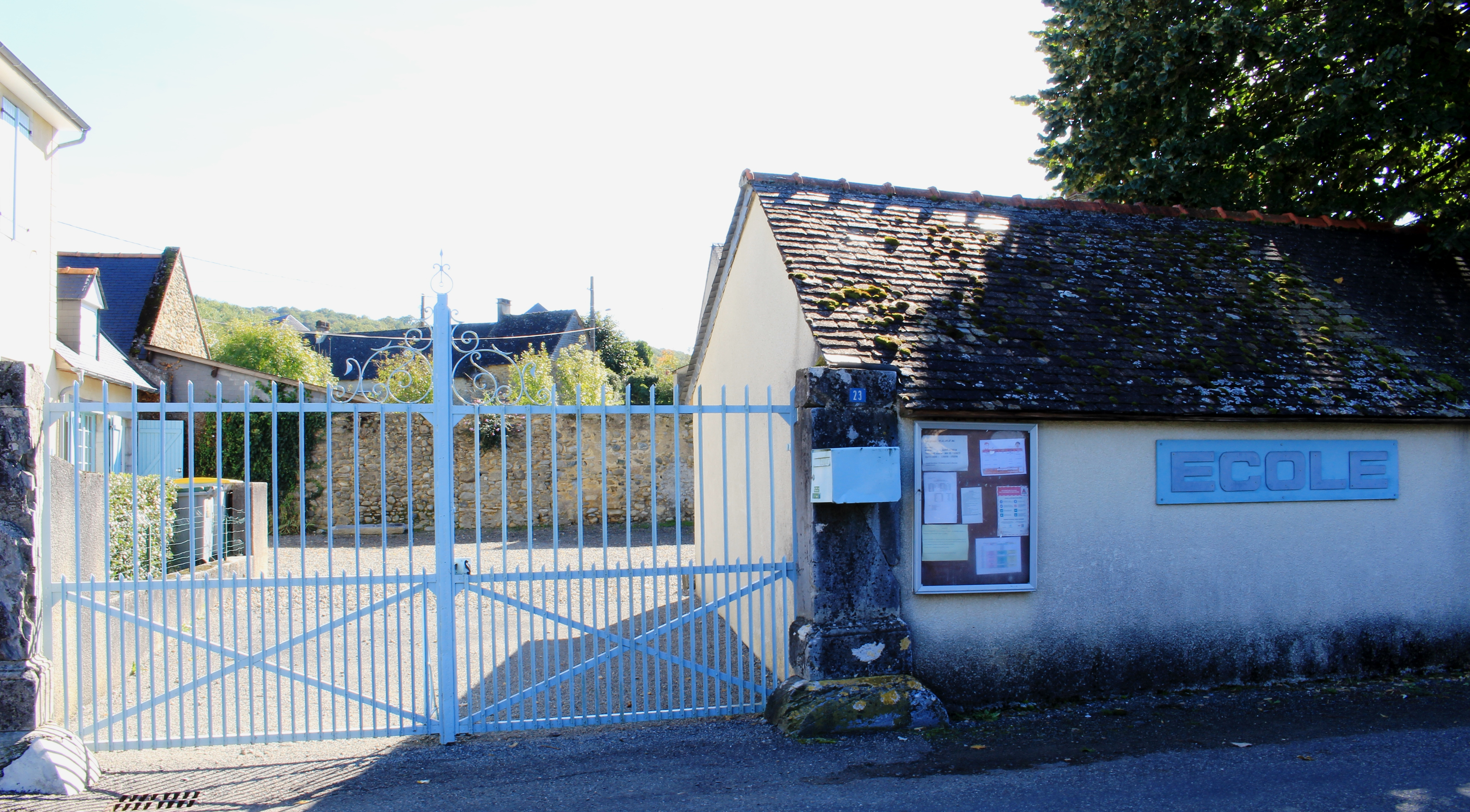
L'école élémentaire en 2017.

| 1793 | 1800 | 1806 | 1821 | 1831 | 1836 | 1841 | 1846 | 1851 |
| ---- | ---- | ---- | ---- | ---- | ---- | ---- | ---- | ---- |
| 114  | 176  | 178  | 210  | 220  | 239  | 205  | 214  | 227  |

| 1856 | 1861 | 1866 | 1876 | 1881 | 1886 | 1891 | 1896 | 1901 |
| ---- | ---- | ---- | ---- | ---- | ---- | ---- | ---- | ---- |
| 225  | 223  | 223  | 203  | 207  | 184  | 182  | 193  | 195  |

| 1906 | 1911 | 1921 | 1926 | 1931 | 1936 | 1946 | 1954 | 1962 |
| ---- | ---- | ---- | ---- | ---- | ---- | ---- | ---- | ---- |
| 188  | 173  | 139  | 134  | 145  | 139  | 116  | 128  | 133  |

| 1968 | 1975 | 1982 | 1990 | 1999 | 2006 | 2011 | 2016 | 2021 |
| ---- | ---- | ---- | ---- | ---- | ---- | ---- | ---- | ---- |
| 121  | 124  | 157  | 164  | 187  | 220  | 235  | 239  | 235  |

| 2022 | - | - | - | - | - | - | - | - |
| ---- | - | - | - | - | - | - | - | - |
| 233  | - | - | - | - | - | - | - | - |

### Enseignement
La commune dépend de l'académie de Toulouse. Elle dispose d'une école en 2017.
- École élémentaire.

### Sports
Louey abrite un club sportif de football (U.S. Marquisat) et un de rugby à XV (R.C. Louey Marquisat) comptant des joueurs dans une dizaine de villages dont Hibarette.

## Économie

### Revenus
En 2018, la commune compte 92 ménages fiscaux, regroupant 233 personnes. La médiane du revenu disponible par unité de consommation est de 21 120 € (20 420 € dans le département).

### Emploi
|                | 2008  | 2013  | 2018  |
| -------------- | ----- | ----- | ----- |
| Commune        | 6,6 % | 9,3 % | 6,6 % |
| Département    | 7,7 % | 9,4 % | 9,8 % |
| France entière | 8,3 % | 10 %  | 10 %  |

En 2018, la population âgée de 15 à 64 ans s'élève à 156 personnes, parmi lesquelles on compte 77 % d'actifs (70,4 % ayant un emploi et 6,6 % de chômeurs) et 23 % d'inactifs,. Depuis 2008, le taux de chômage communal (au sens du recensement) des 15-64 ans est inférieur à celui de la France et du département.
La commune fait partie de la couronne de l'aire d'attraction de Tarbes, du fait qu'au moins 15 % des actifs travaillent dans le pôle,. Elle compte 18 emplois en 2018, contre 12 en 2013 et 14 en 2008. Le nombre d'actifs ayant un emploi résidant dans la commune est de 110, soit un indicateur de concentration d'emploi de 16,7 % et un taux d'activité parmi les 15 ans ou plus de 63,9 %.
Sur ces 110 actifs de 15 ans ou plus ayant un emploi, 15 travaillent dans la commune, soit 14 % des habitants. Pour se rendre au travail, 93,5 % des habitants utilisent un véhicule personnel ou de fonction à quatre roues, 0,9 % les transports en commun, 0,9 % s'y rendent en deux-roues, à vélo ou à pied et 4,7 % n'ont pas besoin de transport (travail au domicile).

## Culture locale et patrimoine

### Lieux et monuments
- Église Saint-Étienne d'Hibarette.

Sélection de vues diverses
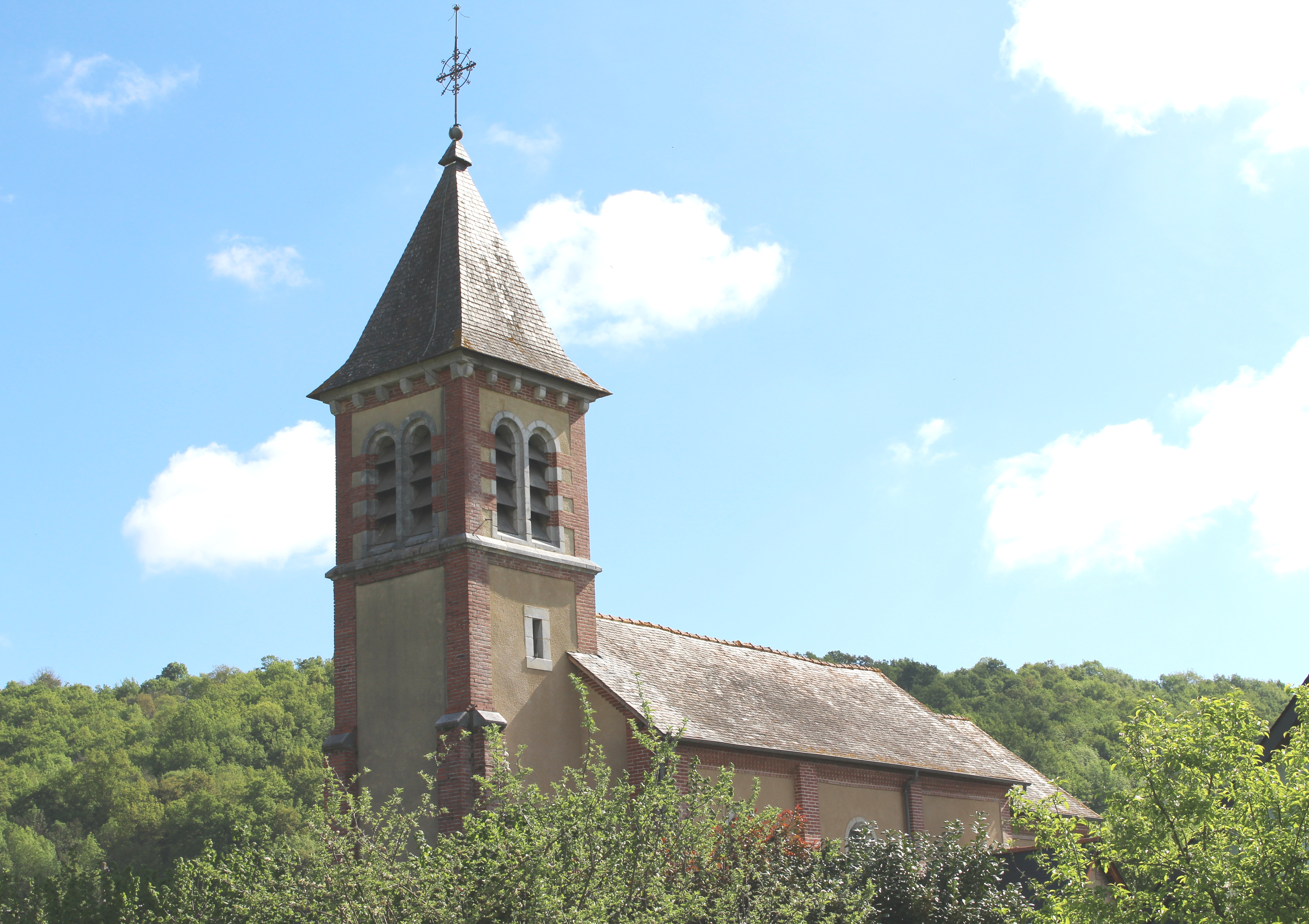
L'église Saint-Étienne en 2016.
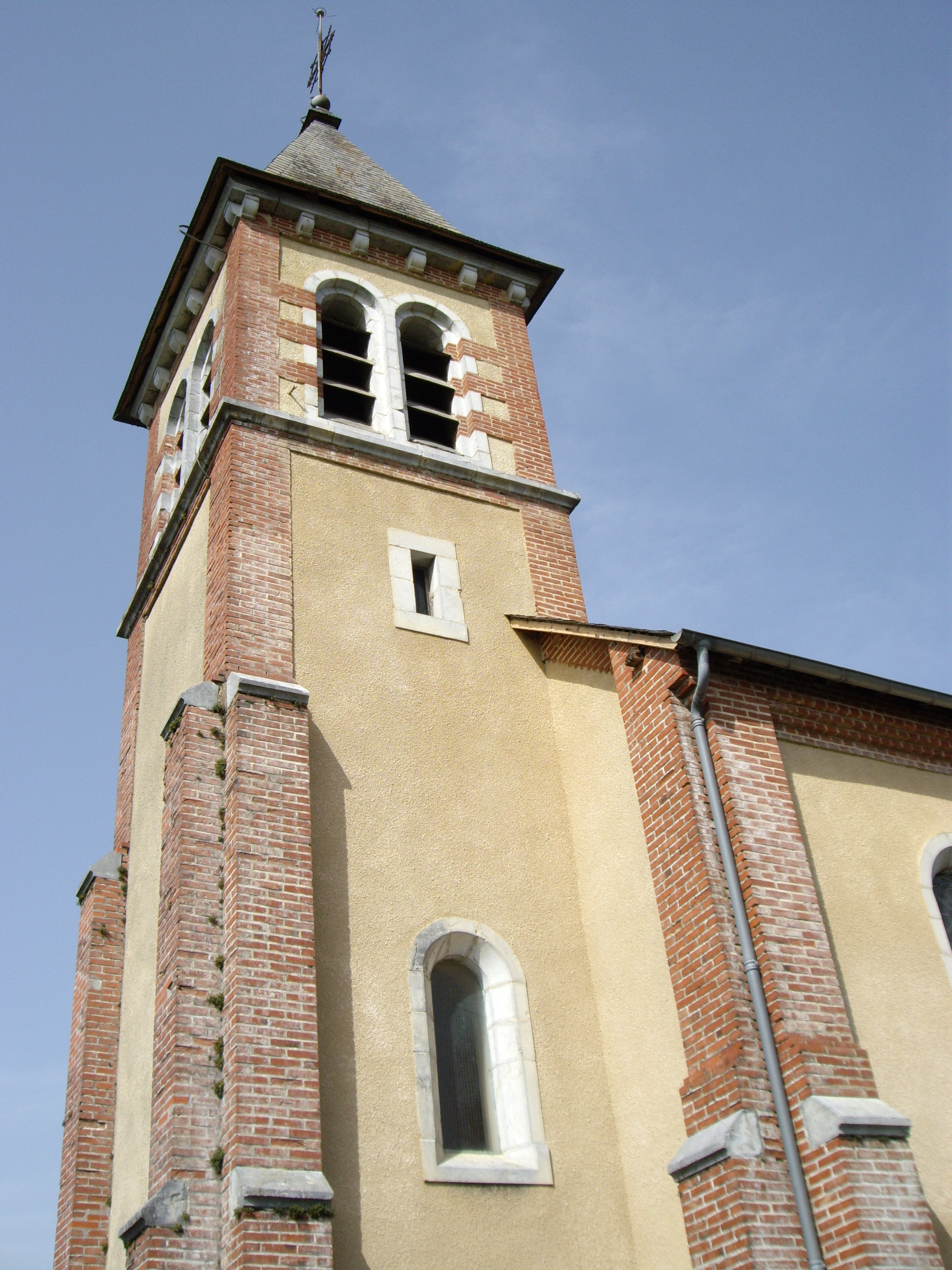
L'église Saint-Étienne.
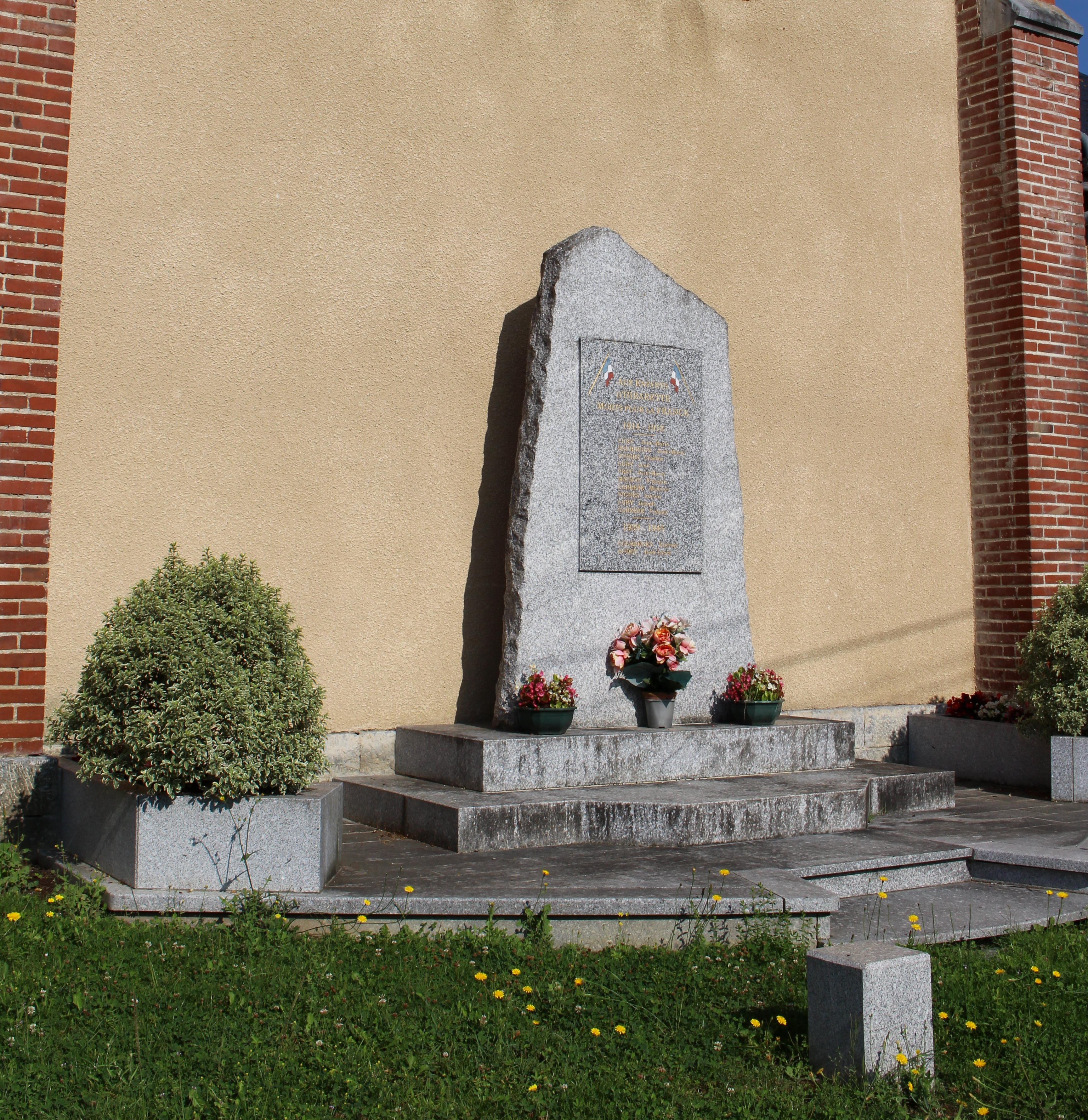
Le monument aux morts municipal.

### Héraldique
| Blason de Hibarette | Blason  | Parti : au 1er de gueules à une fouine passante d'argent, au 2d d'or à deux ours passants de sable.                                                      |
| Blason de Hibarette | Détails | La fouine renvoie à l'ancien surnom des habitants d'Hibarette : ets haginés, « les fouines » en gascon. Le statut officiel du blason reste à déterminer. |